# 수흐바타르 (도시)

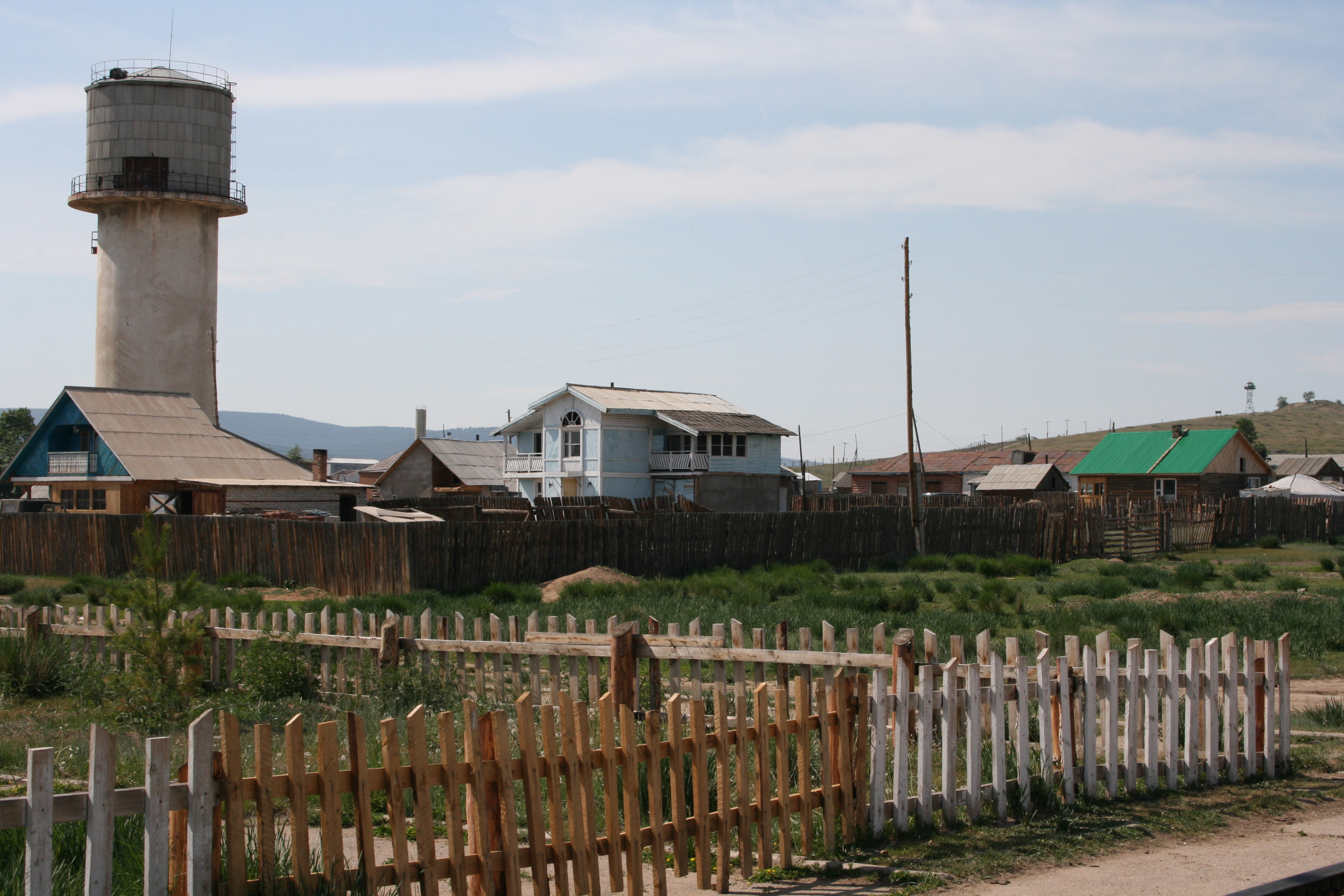

수흐바타르(Sükhbaatar, 몽골어: Сүхбаатар, 러시아어: Сухэ-Батор)은 몽골 북부에 위치한 도시로 셀렝게주의 주도이며 인구는 19,224명(2007년 기준)이다. 오르홍강과 접하며 러시아와 몽골을 연결하는 철도가 지나간다. 1940년에 설립되었으며 도시 이름은 몽골의 혁명가인 담딘 수흐바타르에서 유래된 이름이다.